# Michel Papineschi
Michel Papineschi est un acteur français spécialisé dans le doublage. 
Voix française de Robin Williams de 1990 à 2015, il est aussi associée à Richard Dreyfuss, Tim Allen, Eugene Levy, Timothy Spall, Harvey Keitel, Tony Shalhoub, Bill Paxton, Charles Grodin et Alan Rickman.

## Biographie

### Carrière
Michel Papineschi étudie au conservatoire d'art dramatique de Toulon où il obtient un prix d'excellence en 1971[réf. nécessaire].
Il a été nommé dans la catégorie « meilleur comédien dans un second rôle » aux Cyranos 2023.

### Vie privée
Michel Papineschi a une fille avec la comédienne Céline Monsarrat, Alexia, elle aussi comédienne[réf. nécessaire].

## Théâtre
- 1988 : Adieu Monsieur Tchekhov de Céline Monsarrat, mise en scène Céline Monsarrat et Michel Papineschi, Festival d'Avignon et tournée
- 1994 : Portraits de femme en bleu de Céline Monsarrat, mise en scène Hervé Icovic, Espace Kiron
- 2003-2004 : Danger... public de Frédéric Sabrou, mise en scène Thierry Der'Ven, théâtre du Nord-Ouest, théâtre Essaïon
- 2004-2008 : La main passe de Georges Feydeau, mise en scène Mitch Hooper, théâtre Michel, théâtre Mouffetard, théâtre du Nord-Ouest
- 2006-2009 : Les Zola de Joëlle Fossier, mise en scène de l'auteure
- 2011 : Nina de José Ramón Fernández
- 2013 : Rue du Dessous-des-Berges de Céline Monsarrat, mise en scène de l'auteure
- Depuis 2014 : Le Marchand de Venise de William Shakespeare, mise en scène de Pascal Faber, théâtre du Lucernaire et tournée
- 2022 : Sur un air de tango d'Isabelle de Toledo, mise en scène de Pascal Faber et Bénédicte Bailby, studio Hébertot

## Filmographie
- 1988 : Le Cœur gros d'Amarande
- 1988 : Souris noire de J.P. Ronssin
- 1989 : Tribunal de C.L. Blangile
- 1993 : Les Sectes et les Pièges de B. Bétrémieux
- 1999 : Les Amants de l'aventure de M. Viotte
- 1999 : Mélissol, série télévisée de Jean-Pierre Igoux
- 2000 : Affaires familiales d'Alain Sachs et Agnès Boury

## Doublage
Note : Les dates en italique indiquent que la version française dirigée par Michel Papineschi est un redoublage ou un doublage tardif.

### Cinéma

#### Films
- Robin Williams dans  :
  - L'Éveil (1990) : Dr Malcolm Sayer
  - The Fisher King : Le Roi pêcheur (1991) : Parry
  - Hook ou la Revanche du capitaine Crochet (1991) : Peter Banning / Peter Pan
  - Les Mille et Une Vies d'Hector (1994) : Hector
  - Extravagances (1995) : John Jacob
  - Jumanji (1995) : Alan Parrish
  - Birdcage (1996) : Armand Goldman
  - Drôles de pères (1997) : Dale Putley
  - Flubber (1997) : le professeur Philip Brainard
  - Harry dans tous ses états (1997) : Mel
  - Will Hunting (1997) : Sean Maguire
  - Au-delà de nos rêves (1998) : Chris Nielsen
  - Docteur Patch (1998) : Hunter « Patch » Adams
  - Jakob le menteur (1999) : Jakob Heym / narrateur
  - L'Homme bicentenaire (1999) : Andrew Martin
  - A.I. Intelligence artificielle (2001) : Dr Know
  - Crève, Smoochy, crève ! (2002) : Rainbow Randolph (inédit en France)
  - Photo Obsession (2002) : Seymour 'Sy' Parrish
  - Insomnia (2002) : Walter Finch
  - Final Cut (2004) : Alan W. Hackman
  - Le Prince de Greenwich Village (2004) : Pappass
  - The Big White (2005) : Paul Barnell
  - Camping-car (2006) : Bob Munro
  - La Nuit au musée (2006) : Theodore Roosevelt
  - Man of the Year (2006) : Tom Dobbs
  - August Rush (2007) : Maxwell « Wizard » Wallace
  - Permis de mariage (2007) : Révérend Frank
  - Le Psy d'Hollywood (2009) : Jack Holden
  - La Nuit au musée 2 (2009) : Theodore Roosevelt
  - Un grand mariage (2013) : Père Monighan
  - Le Majordome (2013) : Dwight D. Eisenhower
  - Un foutu conte de Noël (2014) : Mitch Mitchler
  - La Nuit au musée : Le Secret des Pharaons (2014) : Theodore Roosevelt
  - Absolutely Anything (2015) : Dennis le chien (voix)
- Richard Dreyfuss dans  :
  - Always (1989) : Pete Sandich
  - Deux dollars sur un tocard (1989) : Jay Trotter
  - Quoi de neuf, Bob ? (1991) : Dr Leo Marvin
  - Indiscrétion assurée (1993) : Chris Lecce
  - Professeur Holland (1995) : Glenn Holland
  - Mad Dogs (1996) : Vic
  - Dans l'ombre de Manhattan (1996) : Sam Vigoda
  - Drôles de Papous (1998) : James Krippendorf
  - The Crew (2000) : Bobby Bartellemeo / le narrateur
  - Poséidon (2006) : Richard Nelson
  - Red (2010) : Alexander Dunning
  - Sex Addiction (2015) : George Hiller
  - Le Book Club (2018) : George
  - Polar (2019) : Porter
  - Juste pour rire (2019) : Buddy Green
- Eugene Levy dans  :
  - American Pie (1999) : Noah Levenstein
  - Bêtes de scène (2000) : Gerald « Gerry » Fleck
  - American Pie 2 (2001) : Noah Levenstein
  - Magic Baskets (2002) : Frank Bernard
  - Dumb and Dumberer : Quand Harry rencontra Lloyd (2003) : le proviseur Collins
  - American Pie : Marions-les ! (2003) : Noah Levenstein
  - Une journée à New York (2004) : Max Lomax
  - Le Boss (2005) : Andy Fiddler
  - American Pie Présente : No Limit! (2005) : Noah Levenstein
  - Treize à la douzaine 2 (2005) : Jimmy Murtaugh
  - American Pie Présente : String Academy (2006) : Noah Levenstein
  - American Pie Présente : Campus en folie (2007) : Noah Levenstein
  - American Pie Présente : Les Sex Commandements (2009) : Noah Levenstein
  - American Pie 4 (2012) : Noah Levenstein
- Timothy Spall dans  : 
  - Secrets et Mensonges (1996) : Maurice
  - Harry Potter et le Prisonnier d'Azkaban (2004) : Peter Pettigrow
  - Harry Potter et la Coupe de feu (2005) : Peter Pettigrow
  - Sweeney Todd : Le Diabolique Barbier de Fleet Street (2007) : le bailli Bamford
  - Il était une fois (2007) : Nathanaël
  - The Damned United (2009) : Peter Taylor
  - Harry Potter et le Prince de sang-mêlé (2009) : Peter Pettigrow
  - Harry Potter et les Reliques de la Mort, partie 1 (2010) : Peter Pettigrow
  - Harry Potter et les Reliques de la Mort, partie 2 (2011) : Peter Pettigrow
  - Upside Down (2012) : Bob Boruchowitz
  - The Party (2017) : Bill
  - The Corrupted (en) (2019) : Clifford Cullen
- Harvey Keitel dans :
  - La Leçon de piano (1993) : George Baines
  - Taking Sides : Le Cas Furtwängler (2001) : le major Steve Arnold
  - Un crime (2006) : Roger
  - Inglourious Basterds (2009) : l'officier américain à la radio
  - The Grand Budapest Hotel (2014) : Ludvig
  - La Voie de l'ennemi (2014) : le shérif Bill Agati
  - Madame (2017) : Bob Fredericks
  - Lansky (2021) : Meyer Lansky
- Alan Rickman dans :
  - Mr Quigley l'Australien (1990) : Elliott Marston
  - Truly Madly Deeply (1990) : Jamie
  - Galaxy Quest (1999) : Alexander Dane / Pr Lazarus
  - Coup de peigne (2001) : Phil Allen
  - Le Parfum, histoire d'un meurtrier (2006) : Antoine Richis
  - Gambit : Arnaque à l'anglaise (2012) : Lord Lionel Shabandar
  - Les Jardins du roi (2014) : le roi Louis XIV
  - Eye in the Sky (2015) : le lieutenant-général Frank Benson
- Tony Shalhoub dans :
  - 7 jours et une vie (2002) : prophète Jack
  - Comment savoir (2010) : le psychiatre
  - No Pain No Gain (2013) : Victor Kershaw
  - Ninja Turtles (2014) : Splinter (voix)
  - Ninja Turtles 2 (2016) : Splinter (voix)
  - Flamin' Hot (2023) : Roger Enrico
  - Monk, le retour (2023) : Adrian Monk
- Bill Paxton dans  :
  - Les Pilleurs (1992) : Vince Gillian
  - Étoile du soir (1996) : Jerry Bruckner
  - Un plan simple (1998) : Hank Mitchell
  - Club Dread (2004) : Coconut Pete
  - 2 Guns (2013) : Earl
  - The Colony (2013) : Mason
- Tim Allen dans :
  - Hyper Noël (2002) : Scott Calvin / le père Noël
  - Un Noël de folie ! (2004) : Luther Krank
  - Super Noël 3 : Méga Givré (2006) : Scott Calvin / le père Noël
  - Zoom : L'Académie des super-héros (2006) : Jack Shepard / capitaine Zoom
  - Raymond (2006) : Dave Douglas
  - Bande de sauvages (2007) : Doug Madsen
- Charles Grodin dans  :
  - Midnight Run (1988) : Jonathan Mardukas
  - Beethoven (1992) : Georges Newton
  - Président d'un jour (1993) : Murray Blum
  - Drôles de fantômes (1993) : Harrison Winslow
  - Beethoven 2 (1993) : Georges Newton
- John Malkovich dans :
  - Empire du soleil (1987) : Basie
  - Jennifer 8 (1992) : l'agent St. Anne
  - L'Homme au masque de fer (1998) : Athos
  - Les Hommes de main (2001) : Teddy Deserve
- Stephen Tobolowsky dans :
  - JF partagerait appartement (1992) : Mitch Myerson
  - Héros malgré lui (1992) : James Wallace
  - Un jour sans fin (1993) : Ned Ryerson
  - La Fracture (2019) : Dr Berthram
- James Caan dans :
  - For the Boys (1991) : Eddie Sparks
  - L'Effaceur (1996) : U.S. Marshal Robert Deguerin
  - Max la Menace (2008) : le président des États-Unis
- Sam Neill dans :
  - Les Aventures d'un homme invisible (1992) : David Jenkins
  - L'Homme qui murmurait à l'oreille des chevaux (1998) : Robert Maclean
  - Backtrack (2015) : Duncan Stewart
- Richard Masur dans :
  - Les Princes de la ville (1993) : le libraire de la prison
  - L'Homme sans visage (1993) : le professeur Carl Hartley
  - Les Patriotes (1994) : Jeremy Pelman
- Gary Oldman dans :
  - Les Amants du nouveau monde (1995) : le révérend Arthur Dimmesdale
  - Perdu dans l'espace (1998) : Dr Zachary Smith / Spider Smith
  - Le Livre d'Eli (2010) : Carnegie
- Brent Spiner dans :
  - Independence Day (1996) : Dr Brackish Okun
  - The Master of Disguise (2002) : Devlin Bowman
  - Independence Day: Resurgence (2016) : Brackish Okun
- Chris Sarandon dans :
  - Osterman week-end (1983) : Joseph Cardone
  - Princess Bride (1987) : le prince Humperdinck
- Christopher McDonald dans :
  - Le Train de Chattanooga (1984) : Paul
  - Le ciel s'est trompé (1989) : Louis Jeffries
- Michael Keaton dans :
  - Manhattan Loto (1987) : Harry Berg
  - Jack Frost (1998) : Jack Frost
- Kevin Costner dans :
  - Vengeance (1990) : Michael J. « Jay » Cochran
  - In Bed with Madonna (1991) : lui-même
- Scott Bakula dans :
  - L'Équipe de casse-gueules (1991) : Paul Blake
  - Color of Night (1994) : Bob Moore
- Hugh Laurie dans :
  - Peter's Friends (1992) : Roger Charleston
  - Les 101 Dalmatiens (1996) : Jasper
- Victor Garber dans : 
  - Light Sleeper (1992) : Tis Brooke
  - Graine de star (1993) : Brian Spiro
- James Woods dans :
  - Franc-parler (1992) : Jack Russell
  - Le Déshonneur d'Elisabeth Campbell (1999) : Robert Moore
- Bill Pullman dans : 
  - Bangkok, aller simple (1999) : Hank Greene
  - Igby (2002) : Jason Slocumb
- Marton Csokas dans :
  - Le Seigneur des anneaux : La Communauté de l'anneau (2001) : Celeborn
  - Le Seigneur des anneaux : Le Retour du roi (2003) : Celeborn
- Ken Stott dans :
  - Le Roi Arthur (2004) : Marius Honorius
  - Un jour (2011) : Steven
- Giancarlo Giannini dans :
  - Casino Royale (2006) : René Mathis
  - Quantum of Solace (2008) : René Mathis
- David Wenham dans : 
  - 300 (2006) : Dilios (ainsi que le narrateur)
  - 300 : La Naissance d'un empire (2014) : Dilios
- Craig T. Nelson dans :
  - Les Rois du patin (2007) : Robert
  - The Company Men (2010) : James Salinger
- Stephen Root dans : 
  - Dans ses rêves (2009) : Fred Franklin
  - Mon oncle Frank (2020) : Francis Mackenzie « Mac » Bledsoe
- Stephen Fry dans : 
  - Le Hobbit : La Désolation de Smaug (2013) : le Maître de Lacville
  - Le Hobbit : La Bataille des Cinq Armées (2014) : le Maître de Lacville

- 1974[n 1] : Gatsby le magnifique : George Wilson (Scott Wilson) (2e doublage)
- 1974[n 2] : Même les anges tirent à droite : Sonny Abernathy (Giuliano Gemma)
- 1977 : L'Embrouille : Jack Watson / Columbus (Jack La Cayenne)
- 1981 : La Galaxie de la terreur : Cabren (Edward Albert)
- 1982 : La Créature du marais : Dr Alec Holland (Ray Wise)
- 1982[n 3] : E.T., l'extra-terrestre : voix secondaires (2e doublage)
- 1982 : À la limite du cauchemar : le sergent Cook (Britt Leach)
- 1983 : Furyo : le major Jack Celliers (David Bowie)
- 1983 : La Nuit des juges : Lawrence Monk (Don Calfa)
- 1983 : Les Copains d'abord : Sam Weber (Tom Berenger)
- 1984 : Greystoke, la légende de Tarzan : Lord John « Jack » Clayton (Paul Geoffrey)
- 1984 : Police Academy : le cadet George Martín (Andrew Rubin)
- 1984 : La Déchirure : Sydney Schanberg (Sam Waterston)
- 1984 : La Route des Indes : Mahamoud Ali (Art Malik)
- 1984 : Body Double : Will, le professeur (David Haskell)
- 1985 : Witness : Daniel Hochleitner (Alexander Godunov)
- 1985[n 4] : Police Story : l'inspecteur Bill Wong (Bill Tung) (2e doublage)
- 1988 : Le Golf en folie 2 : Ty Webb (Chevy Chase)
- 1988 : Le Tueur de l'autoroute : Dr David Lazarus (Richard Belzer)
- 1989 : Abyss : Jammer Willis (John Bedford Lloyd)
- 1990 : Darkman : Peyton Westlake / Darkman (Liam Neeson)
- 1990 : Gremlins 2 : La Nouvelle Génération : Daniel Clamp (John Glover)
- 1990 : Total Recall : George / Kuato (Marshall Bell)
- 1990 : Chucky, la poupée de sang : l'assistant social (Raymond Singer)
- 1990 : Une trop belle cible : John Luponi (Dean Stockwell)
- 1991 : JFK : le narrateur du prologue (Martin Sheen) (voix)
- 1991 : Le Vol de l'Intruder : C.A.G. (Madison Mason)
- 1991 : Les Yeux d'un ange : Bobby (John Travolta)
- 1993 : Little Buddha : Dean Conrad (Chris Isaak)
- 1993 : Sacré Robin des Bois : Mirette (Mark Blankfield)
- 1993 : Quand l'esprit vient aux femmes : Paul Verrall (Don Johnson)
- 1993 : L'Avocat du diable : le procureur DiAngelo (Ron White)
- 1995 : Apollo 13 : le directeur de la NASA (Joe Spano)
- 1995 : Copycat : Andy (John Rothman)
- 1995 : Leaving Las Vegas : Yuri (Julian Sands)
- 1995 : Juste Cause : Blair Sullivan (Ed Harris)
- 1995 : Raison et Sentiments : John Dashwood (James Fleet)
- 1996 : Le Patient anglais : le lieutenant Kip Singh (Naveen Andrews)
- 1996 : Ouvre les yeux : Antonio, le psychiatre (Chete Lera)
- 1996 : Mother : John Henderson (Albert Brooks)
- 1997 : Créatures féroces : Sydney Lotterby (Robert Lindsay)
- 1997 : Suicide Kings : Charlie Barret / Carlo Bartolucci (Christopher Walken)
- 1997 : Le Pacificateur : Dr Amir Taraki (Harsh Nayyar)
- 1997 : Le Monde perdu : Jurassic Park : le journaliste de CNN (Bernard Shaw)
- 1997 : L'Éducatrice et le Tyran : Boris Pochenko (Timothy Dalton)
- 1997 : Smilla : l'inspecteur Ravn (Bob Peck)
- 1998 : Babe, le cochon dans la ville : Thelonius, l'orang-outan (James Cosmo) (voix)
- 1998 : Small Soldiers : Ralph (Robert Picardo)
- 1999 : Sixième Sens : Dr Hill (M. Night Shyamalan)
- 1999 : Le Songe d'une nuit d'été : Peter Quince (Roger Rees)
- 1999 : Pinocchio et Gepetto : Lorenzini (Udo Kier)
- 2000 : L'Enfer du devoir : le conseiller à la Sécurité Nationale Bill Sokal (Bruce Greenwood)
- 2002 : Dancer Upstairs : Ezequiel / Durán (Abel Folk)
- 2003 : Les Associés : Dr Klein (Bruce Altman)
- 2004 : Stage Beauty : Samuel Pepys (Hugh Bonneville)
- 2005 : Syriana : Tommy Barton (Robert Foxworth)
- 2006 : L'Expert de Hong Kong : le propriétaire (Michael Hui)
- 2007 : Appelez-moi Dave : le docteur du vaisseau (Jim Turner)
- 2008 : Babylon A.D. : Dr Newton (Joel Kirby)
- 2008 : Valse avec Bachir : Boaz Rein-Buskila (Miki Leon)
- 2009 : Meilleures Ennemies : John (John Pankow)
- 2009 : Chicago Overcoat : Stefano D'Agnostino (Armand Assante)
- 2010 : Le Marchand de sable : le père de Théo et Léa (Ilja Richter
- 2010 : Outrage : Katô (Tomokazu Miura)
- 2011 : Habemus papam : le psychanalyste (Nanni Moretti)
- 2011 : We Need to Talk About Kevin : Franklin (John C. Reilly)
- 2011 : Transformers 3 : La Face cachée de la Lune : Dimitri, un cosmonaute russe (Elya Baskin)
- 2012 : Lincoln : Abraham Lincoln (Daniel Day-Lewis)
- 2013 : World War Z : Jurgen Warmbrunn (Ludi Boeken)
- 2013 : La Vie rêvée de Walter Mitty : lui-même (Conan O'Brien)
- 2017 : Conspiracy : Eric Lasch (Michael Douglas)
- 2018 : Le Retour de Mary Poppins : l'amiral Boom (David Warner)
- 2019 : Malgré tout : le notaire Luis Guerrero (Joaquín Climent)
- 2019[n 5] : La Conspiration des belettes : Norberto Imbert (Oscar Martínez)
- 2021 : Les Éternels : Arishem (David Kaye)
- 2022 : Pas moyen de s'entendre : Walter (Leandro Hassum (en))

#### Films d'animation
- 1948[n 6] : Danny, le petit mouton noir : le narrateur
- 1955[n 7] : La Belle et le Clochard : Jim Chéri (3e doublage)
- 1978[n 8] : Edgar de la Cambriole : Le Secret de Mamo : Samourai / Goémon (1er doublage)
- 1987[n 9] : Pinocchio et l'Empereur de la Nuit : Grumblebee
- 1992 : Les Aventures de Zak et Crysta dans la forêt tropicale de FernGully : Batty[n 10] (voix parlée)
- 1995 : Pocahontas : Une légende indienne : John Smith
- 1996[n 9] : La Reine des neiges : La revanche : Clive (2e doublage)
- 1997 : Anastasia : le tsar Nicolas II
- 1997 : Elmer et le dragon : un chat
- 1998 : Pocahontas 2 : Un monde nouveau : John Smith
- 1998 : Les Merveilleuses Aventures de Crysta : Batty (voix parlée)
- 1999 : La Mouette et le Chat : le père de la petite fille
- 2001 : La Belle et le Clochard 2 : Jim Chéri
- 2003 : La Légende du Cid : Ordonnez
- 2003 : Sinbad : La Légende des sept mers : la garde de la Tour
- 2003 : Les 101 Dalmatiens 2 : Jasper
- 2007 : Ratatouille : Mustafa
- 2009 : La Princesse et la Grenouille : Lawrence
- 2009 : Clochette et la Pierre de lune : Gary
- 2010 : Le Royaume de Ga'hoole : Noctus / Scrogne et Grimble
- 2013 : Monstres Academy : le professeur Knight
- 2013 : Turbo : Bobby
- 2014 : Les Sept Nains : voix additionnelles
- 2016 : Le Monde de Dory : Charlie, le père de Dory
- 2016 : Angry Birds, le film : Leonard
- 2019 : Angry Birds : Copains comme cochons : Leonard
- 2020 : Superman: Red Son : Georges Taylor
- 2022 : La Nuit au musée : Le Retour de Kahmunrah : Theodore Roosevelt

### Télévision

#### Téléfilms
- Sam Neill dans :
  - Merlin (1998) : Merlin
  - Une place au soleil (2002) : Eddie Meyers
  - L'Apprenti de Merlin (2006) : Merlin
- John Shea dans :
  - Le Noël des sœurs March (2012) : M. Lawrence
  - La Demoiselle grise (2016) : chef Maguire
  - Coup de foudre et imprévus (2017) : Marshall Fielding
- Richard Dreyfuss dans :
  - Oliver Twist (1997) : Fagin
  - Le Manipulateur (1999) : Meyer Lansky
- Kenneth Branagh dans :
  - Conspiration (2001) : Reinhard Heydrich
  - Warm Springs (2005) : Franklin D. Roosevelt
- Beau Bridges dans :
  - Une famille déchirée (2002) : Michael Mulvaney Sr.
  - La Recette d'un Noël inoubliable (2022) : Vincent Collucia
- Tony Shalhoub dans :
  - Too Big to Fail : Débâcle à Wall Street (2010) : John J. Mack
  - Hemingway and Gellhorn (2012) : Mikhail Koltsov

- 1985 : Prête-moi ta vie : Grant Roberts (Barry Bostwick)
- 1988 : Le Prix de la vérité : Jeremy Travis (Ernie Lively)
- 1992 : Citizen Cohn, le persécuteur : Roy Marcus Cohn (James Woods)
- 1992 : Prisonnière de sa peur : Brandon Cole (David Ackroyd)
- 1993 : Femme fatale : Sam Winslow (John Martin)
- 1993 : Le Crash du vol 7 : Dr Rulon Beesley (David Clennon)
- 1993 : Panique aveugle : Kim (Peter Onorati)
- 1993 : Pauvre Emily : Fox Butterfield (Michael Moriarty)
- 1994 : Le Privé et la Danseuse : Derek Lidor (Ed Marinaro (en))
- 1995 : Photo sans identité : Jonathan Sands (Richard Masur)
- 1995 : Zoya : Les Chemins du destin : Prince Vladimir (David Warner)
- 1996 : Le Berceau de la vengeance : Dr. Joe Reilly (Kevin McNulty)
- 1997 : L'Avocat du démon : Abé Ringel (Ken Olin)
- 1998 : Miracle à minuit : Karl Koster (Sam Waterston)
- 1999 : Dorothy Dandridge : Le Destin d'une diva : Earl Mills (Brent Spiner)
- 1999 : Net Force : Steve Day (Kris Kristofferson)
- 1999 : Falcone contre Cosa Nostra : Giovanni Falcone (Chazz Palminteri)
- 2000 : Reflet mortel : Dr Paul Richland (Robert Desiderio)
- 2000 : À visage découvert : James Stockton (Scott Bakula)
- 2002 : Jules César : Caton d'Utique (Christopher Walken)
- 2004 : À la conquête d'un cœur 2 : Zeke (Cliff De Young)
- 2004 : Les Rêves rompus : Joe F. Brown (Aidan Quinn)
- 2006 : Les Aventures de Flynn Carson : Le Trésor du roi Salomon : oncle Jerry (Robert Foxworth)
- 2007 : Oliver Twist : Fagin (Timothy Spall)
- 2007 : Un fiancé pour Noël : le père de Chandler (Timothy Bottoms)
- 2009 : Seule contre tous : shérif Walters (Garry Chalk)
- 2009 : Les Ailes du courage : Friedrich Schubert (Götz Burger)
- 2010 : Stonehenge Apocalypse : Général Forshaw (Michael Kopsa)
- 2011 : Une coupable idéale : lieutenant Walker (Michael Bowen)
- 2011 : Le Jugement dernier : Rupert Crane (Matthew Walker)
- 2012 : Lune de miel tragique : Tommy Thomas (Harvey Keitel)
- 2012 : L'Ombre de la peur : Richard Steele (Harry Hamlin)
- 2012 : 193 coups de folie : Thomas Dean (W. Earl Brown)
- 2014 : Le Noël de mes 10 ans : la voix de Félix adulte (Chevy Chase)
- 2014 : L'Enfant disparue : le chef Edwards (Ted Levine)
- 2016 : La Rédemption de ma fille : Dr Lee (Jerry Trimble)
- 2016 : Petits meurtres et Chrysanthèmes : les Roses de la vengeance : professeur Bruce Barnes (Daniel Kash)
- 2017 : Un Noël à New York : Henry (Judah Katz)
- 2017 : Noël au pays des jouets : Joe Haggarty (Brian Dennehy)
- 2021 : Tous en scène à Noël : Tim Hendricks (Larry Day)

#### Séries télévisées
- John Shea dans :
  - Loïs et Clark : Les Nouvelles Aventures de Superman (1993-1997) : Lex Luthor (25 épisodes)
  - Médium (2005) : David Morrow (saison 2, épisode 9)
  - New York, section criminelle (2005) : Trevor Lipton (saison 4, épisode 18)
  - Gossip Girl (2007-2012) : Harold Waldorf (6 épisodes)
  - Eleventh Hour (2009) : Kristopher Merced (épisode 17)
  - Madam Secretary (2014) : Ted Graham (saison 1, épisode 7)
  - Elementary (2015) : Bill Wellstone (saison 4, épisode 6)
  - Cameron Black : L'Illusionniste (2018) : Abe Dietrich (épisode 3)

- Tony Shalhoub dans  :
  - Stark Raving Mad (1999-2000) : Ian Stark (22 épisodes)
  - Monk (2002-2009) : Adrian Monk (125 épisodes)
  - Nurse Jackie (2015) : Dr Bernard Prince (saison 7)
  - Blacklist (2016) : Alistair Pitt (saison 3, épisode 13)
  - BrainDead (2016) : sénateur Raymond « Red » Wheatus (13 épisodes)
  - La Fabuleuse Madame Maisel (2017-2023) : Abraham « Abe » Weissman (43 épisodes)

- Richard Dreyfuss dans :
  - L'Éducation de Max Bickford (en) (2001-2002) : Max Bickford (22 épisodes)
  - Deux princesses pour un royaume (2007) : Mystic Man (mini-série)
  - Parenthood (2011) : Gilliam T. Blount (saison 2)
  - Madoff, l'arnaque du siècle (2016) : Bernard Madoff (mini-série)
  - Shots Fired (2017) : Arlen Cox (mini-série)

- Tim Allen dans :
  - Papa bricole (1991-1999) : Tim Taylor (203 épisodes)
  - C'est moi le chef ! (2011-2021) : Mike Baxter (194 épisodes)
  - Super Noël, la série (2022-2023) : Scott Calvin / le père Noël
  - Famille en réparation (depuis 2025) : Matt Parker

- Craig T. Nelson dans :
  - Washington Police (2000-2004) : le chef Jack Mannion (89 épisodes)
  - Earl (2007) : Warden Jerry Hazelwood (4 épisodes)
  - Young Sheldon (2019-2020) : le coach Dale Ballard (1re voix, saison 3)

- Robert Foxworth dans :
  - Falcon Crest (1981-1987) : Chase Gioberti
  - New York, police judiciaire (1997) : le professeur Charles Evans (saison 7, épisode 21)

- John Terry dans :
  - 24 Heures chrono (2002-2003) : Bob Warner (12 épisodes)
  - Las Vegas (2003-2004) : Larry McCoy (4 épisodes)

- Bill Pullman dans :
  - Révélations (2005) : Dr Richard Massey (mini-série)
  - Torchwood (2011) : Oswald Danes (8 épisodes)

- Sam Neill dans :
  - Les Tudors (2007) : le cardinal Thomas Wolsey (10 épisodes)
  - Crusoe (2008-2010) : Jeremiah Blackthorn (14 épisodes)

- Ken Olin dans :
  - Brothers and Sisters (2007-2011) : David Caplan (30 épisodes)
  - Esprits criminels (2013) : Bruce Morrison (saison 8, épisode 14)

- Robin Williams dans :
  - New York, unité spéciale (2008) : Merritt Rook (saison 9, épisode 17)
  - The Crazy Ones (2013-2014) : Simon Roberts (22 épisodes)

- Michael McGrady (en) dans :
  - Southland (2009-2011) : l'inspecteur Daniel « Sal » Salinger (18 épisodes)
  - NCIS : Enquêtes spéciales (2013) : Walter Dunn (saison 10, épisode 13)

- Mandy Patinkin dans :
  - Homeland (2015-2020) : Saul Berenson (2e voix, saisons 5 à 8)
  - The Good Fight (2021) : Hal Wackner (9 épisodes)

- 1980 : Le Renard (série télévisée) : Dieter Hirschauer (Bernd Herzsprung) (saison 04, épisode 06)
- 1981-1987 : Capitaine Furillo : le sergent Henry Goldblume (Joe Spano)
- 1992 : Pour une poignée de diamants : Joachim von Mannheim (Jürgen Prochnow) (mini-série)
- 1994 : Scarlett : Rhett Butler (Timothy Dalton)
- 1996 : Un tandem de choc : Clifford (Tony Rosato) (saison 2, épisode 18)
- 1996 : X-Files : Aux frontières du réel : l'inspecteur Neary (Doug Abrahams) (saison 3, épisode 19)
- 1998 : Traque sur Internet : voix du Sorcier (Tim Curry)
- 1998-2003 : The Practice : Donnell et Associés : l'avocat West (Cliff De Young), Ted (David Dukes) (saison 3, épisode 12) et Dr Bernard Gorman (Tony Amendola)
- 2000 : Le Caméléon : Dr Stephen Franklin (Drew Pillsbury) (saison 4, épisode 8)
- 2000 : Les Anges du bonheur : Bud Baxter (George Dzundza) (saison 7, épisode 6)
- 2000-2001 : Will et Grace : Nicholas (Jeremy Piven) (saison 3, épisode 6) et Daniel McFarland (Beau Bridges) (saison 4, épisode 9)
- 2000-2002 : Deuxième Chance : Dr Daniel Rosenfeld (Edward Zwick)
- 2001 : Bush Président : le président George Walker Bush (Timothy Bottoms)
- 2002 : MI-5 : Jools Siviter (Hugh Laurie)
- 2002 : Le Protecteur : Frank Newburg (John de Lancie) (saison 1, épisode 13)
- 2002-2003 : Un, dos, tres : Gaspar Ruiz (Jaime Blanch)
- 2003 : Scrubs : Dr Dave Norris (Christopher Meloni) (saison 3, épisode 4)
- 2004 : Miss Marple : colonel Melchett (Simon Callow) (saison 1, épisode 1)
- 2005 : Les Maîtres de l'horreur : Kurt Rand (Robert Picardo) (saison 1, épisode 6)
- 2005-2007 : Cold Case : Affaires classées : Rudy Tanner (Vincent Angell) (saison 2, épisode 16), Terry Mike Lange (Eddie Bowz) (saison 3, épisode 20) et Adam Jacobi (Cooper Thornton) (saison 4, épisode 24)
- 2007 : Preuve à l'appui : Shelly Levine (Ron Silver) (saison 6, épisode 6)
- 2007-2011 : City Homicide : L'Enfer du crime : Stanley Wolfe (Shane Bourne)
- 2008 : Skins : Ted (Tim Wallers) (saison 2, épisode 4)
- 2008-2009 : Life on Mars : le lieutenant Gene Hunt (Harvey Keitel)
- 2009 : Les Sorciers de Waverly Place : Baxter Knight (Steve Monroe) (saison 2, épisode 19)
- 2009 : Les Feux de l'amour : Roger Wilkes (David Leisure)
- 2009-2012 : Castle : Alan Freeman (Robin Thomas) (saison 2, épisode 6), Cesar Calderon (A Martinez) (saison 3, épisode 5) et Dr Nelson Blakely (Timothy Carhart) (saison 4, épisode 15)
- 2010 : Les Enquêtes du commissaire Winter : Bertil Ringmar (Peter Andersson)
- 2010 : Les Enquêtes de Murdoch : Eugene Anderson (Mark Caven) (saison 3, épisode 3)
- 2010 : The Good Wife : juge Howard Matchick (Chris Sarandon) (saison 2, épisode 1)
- 2010 : Rizzoli and Isles : Warden, le directeur de la prison (Julius Tennon) (saison 1, épisode 1) et Robert Colburn (Peter Onorati) (saison 1, épisode 5)
- 2010-2011 : The Defenders : le lieutenant Hank Smith (Michael J. Harney)
- 2011 : Hawthorne : Infirmière en chef : l'inspecteur Jimmy Dupree (Bill Engvall)
- 2011 : Drop Dead Diva : le PDG David Gorham (Michael Crider) (saison 3, épisode 4)
- 2011 : Lie to Me : Dr Mitch Grandon (David Costabile) (saison 3, épisode 9)
- 2011-2017 : Episodes : Merc Lapidus (John Pankow) (40 épisodes)
- 2012-2014 : The Newsroom : Will McAvoy (Jeff Daniels)
- 2013 : Top of the Lake : Wolfgang Zanic (Jacek Koman)
- 2013 : House of Cards : Roy Kapeniak (T.J. Edwards) (saison 1, épisode 2)
- 2013 : Le Mari de la ministre : Joe Hoynes (Jack Shepherd (en)) (mini-série)
- 2015 : American Crime : Tom Carlin (W. Earl Brown)
- 2015 : Unforgotten : Sir Phillip Cross (Trevor Eve)
- 2015 : Double Jeu : le juge Rainer Koller (Martin Brambach) (saison 1, épisode 24)
- 2015-2016 : Vikings : le roi Charles de Francie occidentale (Lothaire Bluteau) (13 épisodes)
- 2015-2018 : Sense8 : M. Whispers (Terrence Mann)
- 2016 : Inspecteur Barnaby : Christopher Corby (Aden Gillett) (saison 18, épisode 5)
- 2016-2019 : Le Maître du Haut Château : Hawthorne Abendsen (Stephen Root)
- 2017 : Bad Blood : Lonnie Gardiner (Nicholas Campbell) (saison 1, épisode 6)
- 2018 : Trust : Bela von Block (David Bamber)
- 2018-2019 : The Good Place : Doug Forcett (Michael McKean)
- 2020-2024 : Blue Bloods : Frank Reagan (Tom Selleck) (2e voix, saisons 11 à 14)
- 2021 : Superman et Loïs : Jor-El (Angus Macfadyen) (5 épisodes)
- depuis 2021 : Acapulco : Don Pablo Bonilla (Damián Alcázar)
- depuis 2022 : The Gilded Age : Ward McAllister (Nathan Lane)
- 2024 : Le Régime : le ministre M. Singer (Henry Goodman) (mini-série)

#### Séries d'animation
- 1982[n 2] : Mackintosh[1] : le narrateur
- 1984 : Les Minipouss : André Legrand (2e voix)
- 1987 : Dame Boucleline et les Minicouettes : Brillantin le magicien
- 1987-1988 : Bravestarr : la voix off du générique
- 1988[n 11] : Superman[2] : Clark Kent / Superman
- 1993-1994 : Animaniacs : Spot et Mel Gibson (épisode 5)
- 1996-1999 : Jumanji : Alan Parrish
- 1997 : Blake et Mortimer : le professeur Philip Mortimer
- 2003-2006 : Teen Titans : Les Jeunes Titans : Mad Mod
- 2004 : South Park : le narrateur (saison 8, épisode 14)
- 2013 : Dofus : Aux trésors de Kerubim : Vax (épisode 10)
- 2016 : Star Wars : l'Aube de la Résistance : le narrateur
- 2019-2020 : Saint Seiya : Les Chevaliers du Zodiaque : Mitsumasa Kido
- 2022 : JoJo's Bizarre Adventure : Stone Ocean : Van Gogh

#### Publicités
- Biogaran (2006) : voix off
- Pages jaunes

### Jeux vidéo
- 2011 : Dragon Age 2 : voix additionnelles
- 2014 : Call of Duty: Advanced Warfare : Oz

### Documentaires
- 1998 : René Goscinny : profession humoriste : narrateur
- The Endurance (2000) : narrateur
- CIA : Guerres secrètes (2003) : narrateur
- Aliens of the Deep (2005) : James Cameron
- Mais qui a tué Maggie ? : Les Derniers Jours de Margaret Thatcher (2009) : narrateur
- Les Derniers Gorilles de montagne (2010) : narrateur
- Le Monde en face : Le Monde secret du Vatican (2011) : narrateur
- Infrarouge : (Album(s) d'Auschwitz (2011) : narrateur
- Bud's Best : Le Monde de Bud Spencer (2011) : narrateur
- 2013 : Il était une forêt : narrateur (voix)
- Robin Williams, un génie de la comédie (2014) : Robin Williams
- La Glace et le Ciel (2015) : narrateur
- Indonésie Sauvage
- Afrique : Le Grand Rift

### Direction artistique
Séries télévisées
- 2000-2005 : Queer as Folk (avec Michel Derain)